# Stopplaats Keverdijksche Weg
Stopplaats Keverdijksche Weg is een voormalige stopplaats aan de Oosterspoorweg tussen de huidige stations Weesp en Naarden-Bussum. De stopplaats was geopend van 10 juni 1874 tot 15 mei 1930.

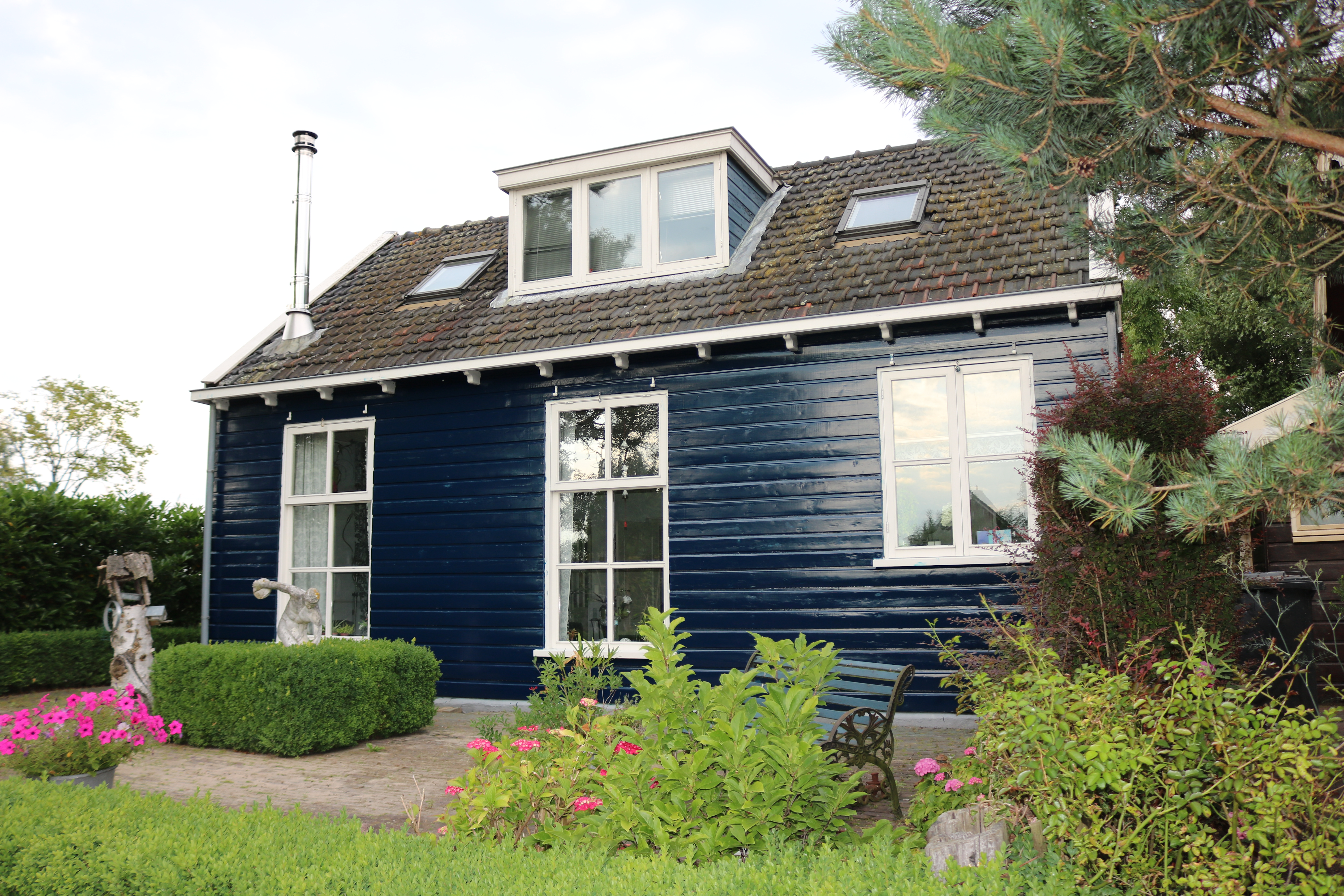
voormalige opzichterswoning

In de jaren '40 werd de scherpe bocht ter hoogte van de halte Keverdijkscheweg flauwer gemaakt door de spoorlijn circa 150 meter noordelijker te leggen. Bij de voormalige overweg staan nog twee woningen: de voormalige opzichterswoning, gebouwd van steen toen de spoorlijn werd aangelegd, en een houten wachterswoning, gebouwd toen de spoorlijn in gebruik genomen werd. In de tussentijd werd iets zuidelijker Fort Uitermeer gebouwd. In het kader van de Vestingwet van 1874 moesten alle gebouwen in het schootsveld van dit fort van hout worden opgetrokken. De opzichterswoning werd echter niet afgebroken en opnieuw opgebouwd, in plaats daarvan kreeg de woning een houten omhulsel.